# Ferran d'Àustria (príncep d'Astúries)
Ferran d'Àustria (Madrid, 4 de desembre de 1571 - 18 d'octubre de 1578) va ser un infant d'Espanya, fill primogènit del matrimoni entre el rei Felip II de Castella i d'Anna d'Àustria, la seva quarta esposa, jurat com a príncep d'Astúries el 1573, que va morir de forma prematura el 1578, amb només sis anys.

## Biografia
L'infant Ferran va néixer el 4 de desembre de 1571, durant el primer any de casada d'Anna d'Àustria amb Felip II. Els monarques van rebre la notícia d'un fill mascle, en definitiva d'un hereu, amb gran goig. Immediatament, el dia 16 de desembre, va ser batejat amb el nom de Ferran amb gran solemnitat pel cardenal Diego de Espinosa, bisbe de Sigüenza i president del Consell de Castella. Van ser els seus padrins el príncep Wenceslau i la princesa Joana d'Àustria. L'alegria dels reis es va traduir en la publicació d'un perdó general a Espanya i les Índies per a tots aquells presos sense perjudici de part. A més, alhora va arribar la notícia de la victòria de Joan d'Àustria a la batalla de Lepant en contra dels otomans el 7 d'octubre d'aquell mateix any. L'arribada de la notícia del naixement de l'hereu hispànic va ser igualment celebrada pel papa Pius V, que va enviar a la reina l'enhorabona acompanyada de la Rosa d'Or i la seva benedicció.

### Jurament i mort
Ben aviat, el 31 de maig de 1573, havent complert tan sols un any, Ferran va ser jurat príncep d'Astúries al San Jerónimo el Real, a Madrid. No obstant això, cinc anys després va morir prematurament el 18 d'octubre de 1578, amb la consegüent pèrdua de l'hereu de la monarquia, tot i que la reina havia donat a llum ja als infants Carles Llorenç (1573) Dídac (1575) i Felip (1578). L'endemà de la seva mort, el cos de Ferran va ser dut al monestir d'El Escorial, on va ser enterrat.